# The Innocent Lie
The Innocent Lie er en amerikansk stumfilm fra 1916 af Sidney Olcott.

## Medvirkende
- Valentine Grant som Nora O'Brien.
- J.J. Clark som Terry O'Brien.
- J. Morris Foster som Pat O'Brien.
- Hunter Arden som Nora Owen.
- Robert Cain som Stewart.